# 百變侏儸紀
《百變侏儸紀》(Tammy and the T-Rex)是一部1994年美國科幻喜劇電影，導演是Stewart Raffill，編劇為Stewart Raffill和Gary Brockette。由保羅·沃克和丹妮絲·理查茲主演。

## 劇情
塔米(丹妮絲·理查茲飾)是性感的高中啦啦隊隊員，麥可(保羅·沃克飾)是青春洋溢的足球校隊選手，兩人在塔米的同志閨密布萊恩支持下正式成為情侶。此時塔米的前男友比利率領一票混混圍剿兩人。比利與麥可爆發激烈口角，甚至互捏下體，所幸被警方即時制止。
當晚，麥可打算偷偷前往塔米家幽會，遭懷恨在心的比利一夥人偷襲。比利將麥可打成重傷後丟進動物園的獅籠。麥可遭獅子攻擊，昏迷不醒緊急送醫，照看他的卻是他那神智不清的酒鬼叔叔。禍不單行，麥可的主治醫生瓦亨施泰因是名瘋狂科學家，他草草宣判麥可死亡，將麥可的大腦移至一尊機械暴龍體內，試圖完成他對人類永生研究的野心。
恢復意識的麥可以機械暴龍之姿重生。他逃出瓦亨施泰因的實驗室，殺死湯米一夥人報仇後來到塔米家。塔米意識到機械暴龍正是她的愛人，於是與布萊恩合作，試圖為麥可找回原本的身體。然此時瓦亨施泰因也循跡而至。麥可殺死瓦亨施泰因，卻被隨後趕到的警員槍殺，所幸麥可的大腦依舊倖存。塔米為麥可的大腦接上電腦、音響與攝影鏡頭，使他能在沒有身體的情況下感知外界。電影最後，塔米在攝影機前跳起脫衣舞，麥可的大腦竄出興奮的火花。

## 角色
- 丹妮絲·理查茲 飾 塔米
- Theo Forsett 飾 布萊恩
- George Pilgrim 飾 比利
- 保羅·沃克 飾 麥可
- Ellen Dubin 飾 瓦亨施泰因的助手海格
- Terry Kiser 飾 瓦亨施泰因
- George Buck Flower 飾 諾維拉
- Ken Carpenter 飾 尼維拉
- Sean Whalen 飾 維索
- J. Jay Saunders 飾 布萊恩的爸爸錫利
- John Edmondson 飾 卡羅
- John Franklin 飾 巴比
- John F. Goff 飾 麥可的叔叔鮑勃
- Efren Ramirez 飾 披薩外送員

## 製作
據Stewart Raffill稱，製作該片的動機純屬偶然：一名南非戲院所有人獲得一隻老舊的機械暴龍，該暴龍將於兩週後運至德州報廢。於是他聯繫Raffill，希望在暴龍移轉前用它拍一部電影。由於時間緊迫，Raffill僅花一週完成劇本，且絕大多數場景都在Raffill家拍攝。

該片原定位為限制級恐怖喜劇片，後為吸引闔家觀賞的觀眾，美國上映版刪除暴力血腥片段，在義大利等海外版則保留全片上映。2019年，家庭電影出版公司醋症候群在北美劇院重新上映完整版，並發行DVD、藍光與高畫質藍光修復版。

## 評價
該片在爛番茄獲得40%的新鮮度。